# 레안드루 바르보자
레안드루 마테우스 바르보자(포르투갈어: Leandro Mateus Barbosa, 1982년 11월 28일~)는 브라질의 은퇴한 농구 선수이다.